# U-Bahnhof Ebertplatz
Der U-Bahnhof Ebertplatz ist der größte unterirdische Knotenpunkt der Kölner Stadtbahn. Er ist als viergleisiger Kreuzungsbahnhof ausgelegt, der im Richtungsbetrieb befahren wird. Der Ebertplatz ist einer der wichtigsten Umsteigepunkte zwischen Hochflur- und Niederflurnetz und wird täglich von fast 35.000 Ein- und Aussteigern frequentiert.

## Geschichte

Gleisplan

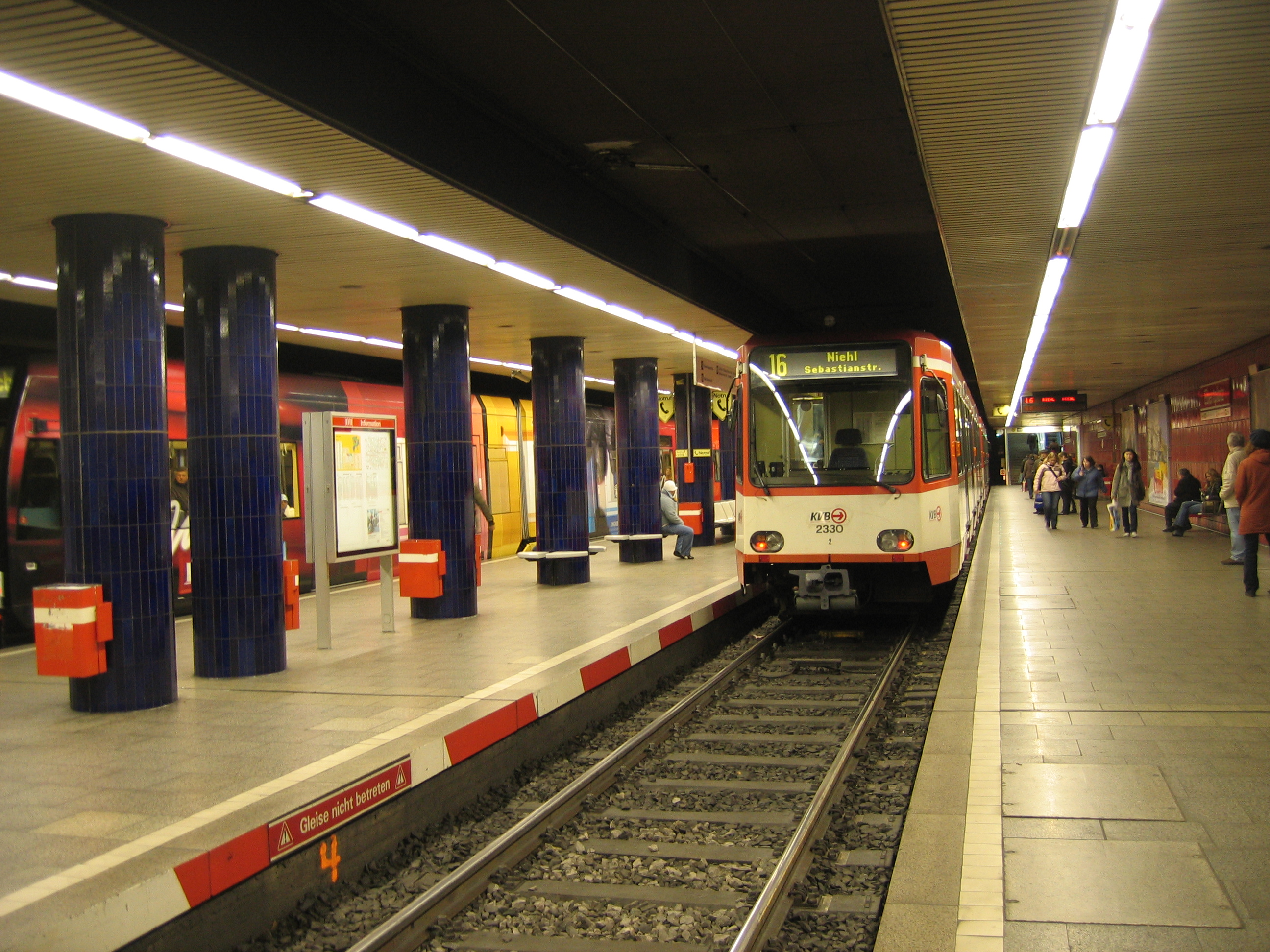
Zustand vor dem Umbau: Ausstieg zu beiden Seiten

Der Ebertplatz war bereits für die Kölner Straßenbahn ein bedeutender Knotenpunkt. Im Zuge der ersten Erweiterung des U-Straßenbahn-Netzes wurde der vollständige Knotenpunkt unter die Erde verlegt. Im Gegensatz zu den bisherigen Tunnelbauten wurde – auch aufgrund der erstmaligen Förderung durch Landesmittel – großer Wert auf die Leistungsfähigkeit der Anlage gelegt. Fast alle Fahrbeziehungen können befahren werden, ohne andere Relationen zu kreuzen. Dazu wurden unterirdisch höhenfreie Verzweigungen angelegt. Zusätzlich verfügt die Haltestellenanlage über eine unterirdische Wendeschleife.
Die Station war ursprünglich für den Betrieb mit Einrichtungswagen ausgelegt. Neben der Wendeschleife zeugt davon auch der Umstand, dass ursprünglich rechts von jedem Gleis ein Seitenbahnsteig existierte, wobei die Außengleise ursprünglich sogar durch Absperrgitter von den Bahnsteigen der Innengleise getrennt waren. Die Bahnsteige lagen alle 35 cm über der Schienenoberkante. Eine spätere Erhöhung der Bahnsteige für Hochflur-Stadtbahnwagen war von Anfang an vorgesehen; insbesondere endeten alle Rolltreppen auf 90 cm und waren vom Bahnsteigniveau nur über Rampen zu erreichen.

### Umbau
Seit der Verlegung der Linie 12 aus dem Innenstadt- in den Ringe-Tunnel im Dezember 2003 wird der Bahnhof vollständig kreuzungsfrei befahren, die Hochflur- und die Niederflurlinien verkehren seither von getrennten Gleisen. Damit wurde ein barrierefreier Umbau möglich. Dabei ergab sich das Problem, dass bei der ursprünglichen Planung davon ausgegangen worden war, dass mittelfristig alle Linien auf Hochflur-Stadtbahnwagen umgestellt werden würden. Der Rohbau ließ eine Veränderung der Gleishöhen nur um wenige Zentimeter zu, weshalb die Mittelbahnsteige der Länge nach in Bahnsteige unterschiedlicher Höhen geteilt werden mussten. Da die Mittelbahnsteige dafür als zu schmal angesehen wurden, entschied man schließlich, die Außengleise auf die Fläche der nicht mehr benötigten Seitenbahnsteige zu verschieben und dadurch Platz für die Verbreiterung der Mittelbahnsteige zu gewinnen.
Der Umbau begann im Frühjahr 2008 und endete im März 2009, wobei die Verschiebung der Außengleise während einer sechswöchigen Sperrung in den Schulsommerferien erfolgte. Gleichzeitig wurden Aufzugsschächte von den Bahnsteigen auf die Platzebene angelegt.

### Brand einer Hochflurbahn 2022
Am 8. Oktober 2022 geriet in der Haltestelle ein Stadtbahnwagen Typ B der Serie 2300 in Brand. Der Rauch breitete sich in alle angrenzenden Haltestellen aus, und der Betrieb musste unterbrochen werden. Aufgrund des schnellen Eingreifens vom Bahnfahrer und einem Stellwerksmitarbeiter wurden nur diese beiden und 4 weitere Leute leicht verletzt. Als Grund wurde später ein technisches Bauteil unter den Klapptreppen genannt, die 33 Bahnen der Serie wurden für mehrere Wochen außer Betrieb genommen, bis ein Software-Update durchgeführt werden konnte.

## Linien

### Stadtbahn
| Linie | Linienverlauf | Takt |
| ----- | --- | --- |
| 12    | Merkenich – Niehl Nord – Weidenpesch – U Neusser Straße/Gürtel – U Florastraße – U Lohsestraße – U Ebertplatz – U Hansaring – U Christophstraße/Mediapark – U Friesenplatz – U Rudolfplatz – Zülpicher Platz – Barbarossaplatz – Zollstock | 10 min |
| 15    | Chorweiler – Heimersdorf – Longerich – Weidenpesch – U Neusser Straße/Gürtel – U Florastraße – U Lohsestraße – U Ebertplatz – U Hansaring – U Christophstraße/Mediapark – U Friesenplatz – U Rudolfplatz – Zülpicher Platz – Barbarossaplatz – Chlodwigplatz – Ubierring | 10 min |
| 16    | Niehl – Amsterdamer Straße/Gürtel – U Reichenspergerplatz – U Ebertplatz – U Breslauer Platz/Hbf – U Dom/Hbf – U Appellhofplatz (Breite Straße) – U Neumarkt – Barbarossaplatz – Chlodwigplatz – Ubierring – Marienburg – Rodenkirchen – Sürth – Godorf – Wesseling Nord – Wesseling – Wesseling Süd – Urfeld – Widdig – Uedorf – Hersel – Tannenbusch Mitte – Tannenbusch Süd – Propsthof Nord – Bonn West – U Bonn Hbf – U Universität/Markt – U Juridicum – U Bundesrechnungshof/Auswärtiges Amt – U Museum Koenig – U Heussallee/Museumsmeile – Ollenhauerstraße – Olof-Palme-Allee – Max-Löbner-Straße/Friesdorf – Hochkreuz/Deutsches Museum Bonn – U Wurzerstraße – U Plittersdorfer Straße – U Bonn-Bad Godesberg Bf – U Bad Godesberg Stadthalle | 10 min |
| 18    | Thielenbruch – Dellbrück – Holweide – Buchheim – U Bf Mülheim – U Mülheim Wiener Platz – Zoo/Flora – U Reichenspergerplatz – U Ebertplatz – U Breslauer Platz/Hbf – U Dom/Hbf – U Appellhofplatz (Breite Straße) – U Neumarkt – Barbarossaplatz – Eifelwall – Klettenberg – Efferen – Hürth-Hermülheim – Fischenich – Brühl-Vochem – Brühl Mitte – Badorf – Schwadorf – Walberberg – Merten – Waldorf – Dersdorf – Bornheim – Roisdorf West – Alfter – Dransdorf – Bonn West – Bonn Hbf | 10 min (Thielenbruch–Buchheim) 5 min (Buchheim–Klettenberg) 10 min (Klettenberg–Schwadorf) 20 min (Schwadorf–Bonn) |

### Busverkehr
| Linie | Betreiber | Verlauf |
| ----- | --------- | --- |
| 127   | KVB       | Ebertplatz – Hansaring – Krefelder Wall – Merheimer Platz – Zonser Str. – Sechzigstr. – Nippes S-Bahn – Osterather Str. – Nievenheimer Str. – Ludwigsburger Str. – Geldnerstr./Parkgürtel – Frankenthaler Str. – Ebernburgweg – Alzeyer Str. – Am Bilderstöckchen – Franziska-Anneke-Str. – Ossendorf – Alter Flughafen Butzweilerhof – Hugo-Eckener-Str. – Von-Hünefeld-Str. – Ollenhauerring – Nüssenberger Str. – Börnestr. – Heinrich-Mann-Str. – Schumacherring – Heinering – Pesch Schulstr. – Gewerbegebiet Pesch – Otto-Müller-Str. – Pescher Weg – Marienberger Weg – Longerich S-Bahn – Stommeler Str. – (Longerich Friedhof →) – Longericher Str. |
| 140   | KVB       | Ebertplatz – (Ebertplatz/Riehler Str. →) – Reichenspergerplatz – Worringer Str. – Zoo/Flora – Bodinusstr. – Riehler Gürtel – Seniorenzentrum Riehl – Barbarastr. – Pasteurstr. – Niehl Betriebshof Nord – Neven DuMont Haus – Amsterdamer Str./Gürtel – Sprengelstr. – Xantener Str. – Kretzstr. – Niehler Str. – Leipziger Platz – Nordstr. – Neusser Str./Gürtel – Grüner Hof – Nordfriedhof – Niebelungenplatz – Schmiedegasse – Etzelstr. – Longericher Str./Etzelstr. – Mülhauser Str. – Am Bilderstöckchen – Butzweilerstr. – Iltisstr. – Borsigstr. – Rochusplatz – Franz-Listz-Str. – Vitalisstr. Nord – Müngersdorf Technologiepark S-Bahn – Josef-Lammerting-Allee – Stolberger Str./Eupener Str. – Geilenkircher Str. – Stolberger Str. – Melatengürtel – Aachener Str./Gürtel |
| 184   | KVB       | TaxiBus Ebertplatz – (Ebertplatz/Riehler Str. →) – Reichenspergerplatz – (Worringer Str. ←) – Lentpark – Florastr. – Nordstr. – Neusser Str./Gürtel |